# Get Up! (альбом)
Get Up! — спільний студійний альбом американських музикантів Чарлі Масселвайта та Бена Гарпера, реліз якого відбувся у січні 2013 року на лейблі Stax Records.
Альбом отримав премію Греммі 2013 року в категорії «Найкращий блюзовий альбом».
31 січня 2019 року сингл «You Found Another Lover (I Lost Another Friend)» цього альбому був сертифікований як золотий запис Американською асоціацією компаній звукозапису (RIAA).
Альбом посів 27 місце у чарті Billboard 200 та 1 місце у Billboard Blues Albums.

## Список композицій
| Трек | Назва                                             | Автори                       | Тривалість |
| ---- | ------------------------------------------------- | ---------------------------- | ---------- |
| 1    | «Don't Look Twice»                                | Бен Гарпер                   | 3:12       |
| 2    | «I'm In, I'm Out, I'm Gone»                       | Бен Гарпер, Джейсон Мозерскі | 4:36       |
| 3    | «We Can't End This Way»                           | Бен Гарпер                   | 3:34       |
| 4    | «I Don't Believe a Word You Say»                  | Бен Гарпер                   | 3:16       |
| 5    | «You Found Another Lover (I Lost Another Friend)» | Бен Гарпер                   | 4:12       |
| 6    | «I Ride at Dawn»                                  | Бен Гарпер, Джессі Інголс    | 4:41       |
| 7    | «Blood Side Out»                                  | Бен Гарпер, Джейсон Мозерскі | 2:51       |
| 8    | «Get Up!»                                         | Бен Гарпер, Джессі Інголс    | 6:16       |
| 9    | «She Got Kick»                                    | Бен Гарпер, Джейсон Мозерскі | 2:56       |
| 10   | «All That Matters Now»                            | Бен Гарпер, Джейсон Мозерскі | 4:53       |

## Виконавці
- Бен Гарпер — вокал, гітара, слайд-гітара
- Чарлі Масселвайт — губна гармоніка, бек-вокал
- Марті Вокер, Pebbles Phillips, C.C. White — бек-вокал
- Джессі Інголс — бас-гітара, клавішні
- Джордан Річардсон — барабани
- Джейсон Мозерскі — гітара

- Продюсер — Бен Гарпер